# 小松二郎
小松 二郎（こまつ じろう、1889年（明治22年）10月19日 - 1958年（昭和33年）9月16日）は、大日本帝国陸軍の軍人。最終階級は陸軍少将。

## 経歴
1889年（明治22年）に愛知県で生まれた。陸軍士官学校第22期、陸軍大学校第34期卒業。1935年（昭和10年）8月1日に陸軍歩兵大佐進級と同時に第4師団司令部附となり、神戸商業大学に配属された。1937年（昭和12年）8月に神戸連隊区司令官に転じ、1939年（昭和14年）3月に澎湖島要塞司令官に就任した。
1940年（昭和15年）8月1日に陸軍少将に進級し待命、8月31日に予備役に編入された。1941年（昭和16年）3月1日に召集され、岡山連隊区司令官に就任。1945年（昭和20年）3月31日に再度召集され、大邱陸軍兵事部長兼大邱地区司令官に就任した。
1947年（昭和22年）11月28日、公職追放仮指定を受けた。